# Mona McSharry
Mona McSharry (21 de agosto de 2000) é uma nadadora irlandesa. Ela é duas vezes olímpica e ganhou a medalha de bronze nos 100 metros peito nas Olimpíadas de Verão de 2024. McSharry também é medalhista de bronze no Campeonato Mundial (25m) e no Campeonato Europeu de Piscina Curta, campeã mundial júnior e duas vezes campeã europeia júnior.
McSharry é detentor de vários recordes nacionais sênior, incluindo 50 m, 100 m e 200 m peito em piscina longa e curta, e 100 m medley individual em piscina curta.

## Carreira
McSharry ganhou suas primeiras medalhas internacionais quando ficou em segundo lugar nos 100 m peito e em terceiro nos 50 m peito no Campeonato Europeu Júnior de 2016. Em 2017, ela venceu os eventos de 50 m peito e 100 m peito, e ficou em segundo lugar nos 200 m peito no Campeonato Europeu Júnior em Netanya. Em agosto daquele ano, ela venceu o evento de 100 m peito e terminou em terceiro lugar nos 50 m peito no Campeonato Mundial Júnior em Indianápolis.
McSharry ganhou a medalha de bronze nos 50 m peito no Campeonato Europeu de Piscina Curta de 2019 em Glasgow. Ela competiu nas Olimpíadas de Verão de 2020 em Tóquio, terminando em oitavo lugar no evento de 100 metros peito, e ganhou a medalha de bronze nos 100 m peito no Campeonato Mundial de 2021 (25 m). Em 29 de julho de 2024, McSharry ganhou a medalha de bronze nos 100 metros peito nas Olimpíadas de Verão de 2024 em Paris.